# Amtsgericht Wurzen
Das Amtsgericht Wurzen war von 1879 bis 1943/1952 ein Gericht der ordentlichen Gerichtsbarkeit und eines von 15 Amtsgerichten im Sprengel des Landgerichtes Leipzig mit Sitz in Wurzen.

## Geschichte
Von 1855 bis 1879 bestand in Wurzen das Gerichtsamt Wurzen als erstinstanzliches Gericht. Mit den Reichsjustizgesetzen wurde dieses Gericht aufgelöst und das Amtsgericht Wurzen als Nachfolger des Gerichtsamtes eingerichtet. Das Amtsgericht Wurzen war eines von 15 Amtsgerichten im Bezirk des Landgerichtes Leipzig. Der Amtsgerichtsbezirk umfasste anfangs 26.521 Einwohner. Das Gericht hatte damals drei Richterstellen und war das viertgrößte im Landgerichtsbezirk. Der Amtsgerichtsbezirk umfasste Wurzen, Altenbach, Bach, Bennewitz mit Mark Ottendorf, Böhlitz, Börln, Bortewitz, Burkartshain, Canitz, Collmen, Dehnitz mit Mark Söllnitz, Deuben mit Neudeuben, Dögnitz, Dornreichenbach, Falkenhain, Frauwalde, Fremdiswalde, Großzschepa, Grubnitz, Heyda mit Mark Stolpen, Hohburg, Kapsdorf, Kleinzschepa, Körlitz, Kornhain, Kühnitzsch, Kühren, Leulitz, Lossa, Lübschütz mit Poppitz, Lüptitz, Machern, Meltewitz, Müglenz, Mühlbach, Nemt, Nepperwitz, Niederschmölen, Nischwitz, Obernitzschka, Oelschütz, Pausitz, Plagwitz, Püchau, Pyrna, Röcknitz, Roitzsch, Schmölen, Streuben, Thallwitz, Thammenhain, Trebelshain, Treben, Unternitzschka, Voigtshain, Wäldchen, Wasewitz, Watzschwitz, Zeititz, Zschorna, Zwochau mit den Drescherhäusern und das Reudnitzer und Naunhofer Forstrevier.
Im Jahre 1943 wurde das Amtsgericht Wurzen kriegsbedingt zur Nebenstelle des Amtsgerichtes Grimma umgewandelt. Lediglich die Aufgaben der Freiwilligen Gerichtsbarkeit verblieben in Wurzen. In der SBZ wurde mit dem SMAD-Befehl Nr. 49 vom 4. September 1945 die Gerichtsorganisation festgelegt. Es sollten diejenigen Gerichte wiederhergestellt werden, die am 30. Januar 1933 bestanden hatten. Das Kontrollratsgesetz Nr. 4 vom 30. Oktober 1945 bestätigte diese Regelung. Mit den Durchführungsbestimmungen zur Vereinfachung der Gerichtsorganisation im Land Sachsen vom 28. Mai 1951 zur Verordnung vom 5. Mai 1951 wurde das Amtsgericht Wurzen erneut zum Zweiggericht. Im Jahre 1952 wurde es endgültig aufgehoben, und das Kreisgericht Wurzen übernahm dessen Aufgaben.

## Gerichtsgebäude

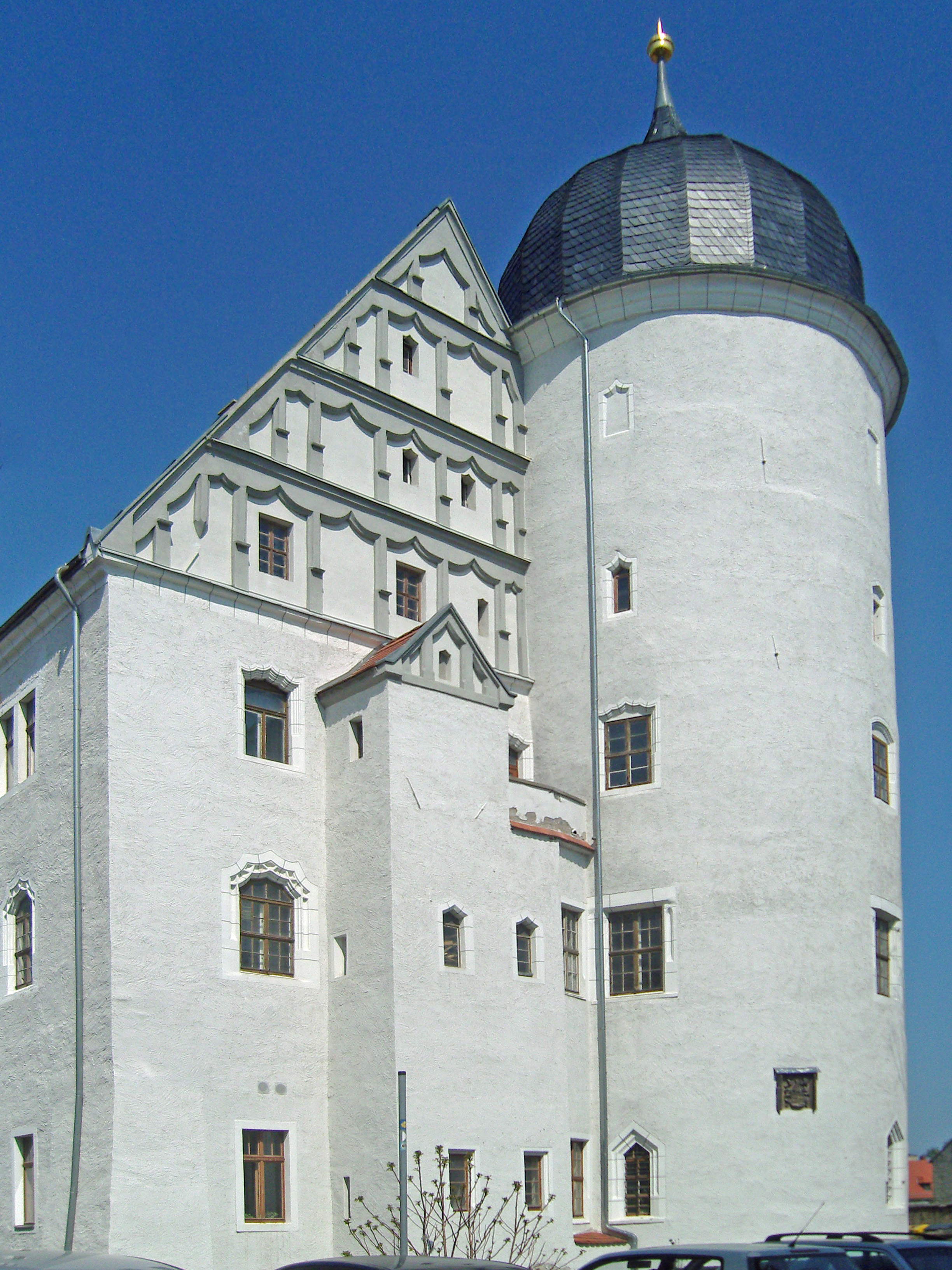
Ehem. Gerichtsgebäude Schloss Wurzen (2011)

Des Amtsgericht Wurzen nutzte das Schloss Wurzen, das vor 1856 vom Stiftsamt Wurzen und dann vom Gerichtsamt Wurzen genutzt wurde. Es steht unter Denkmalschutz.